# Burg Sooneck

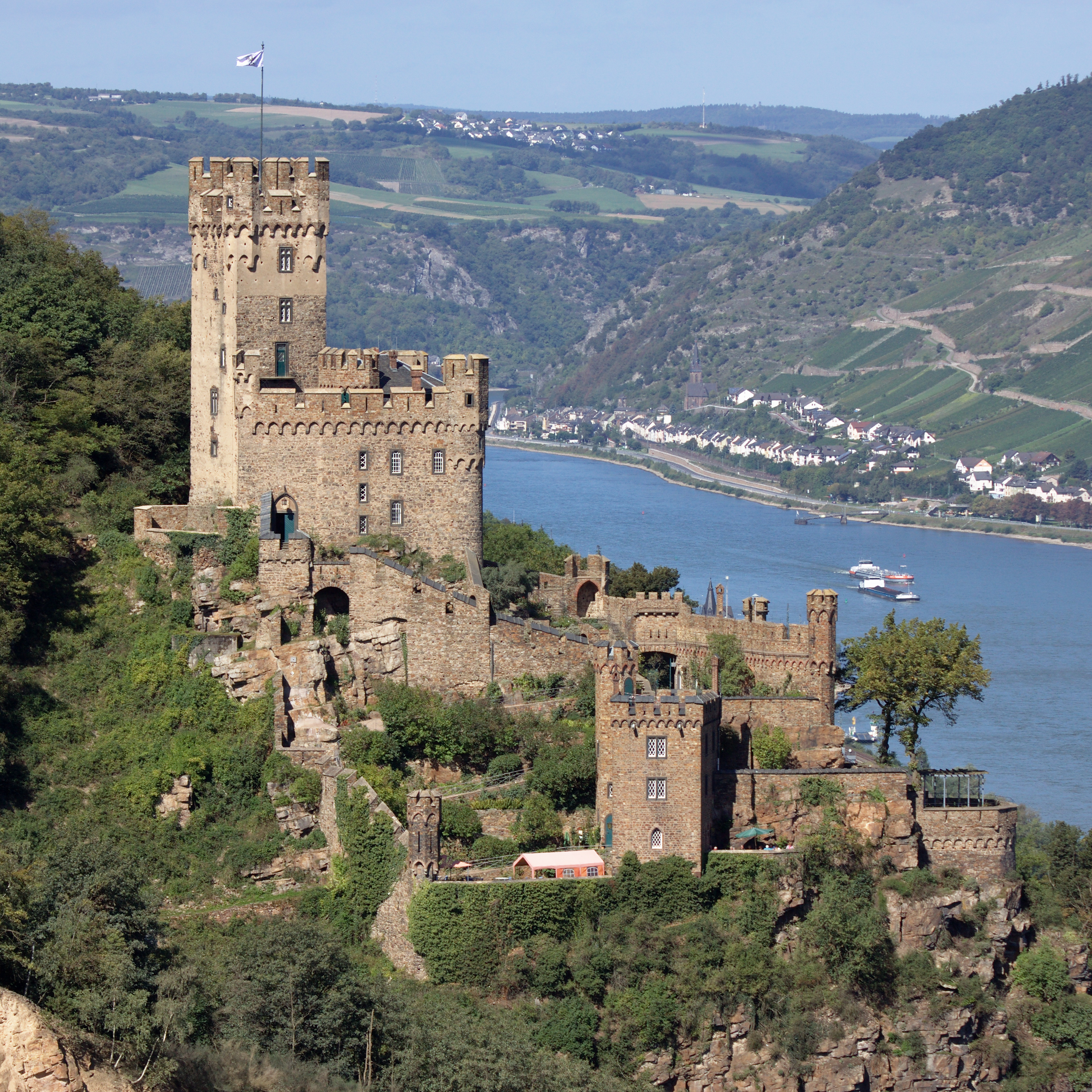
Burg Sooneck von Südosten (2011)

Die Burg Sooneck, auch Saneck oder Sonneck bzw. früher Schloss Sonneck genannt, ist eine Hangburg im oberen Mittelrheintal im Landkreis Mainz-Bingen (Rheinland-Pfalz). Sie steht auf dem nordöstlichen Steilhang des Binger Walds unweit von Niederheimbach zwischen Bingen und Bacharach am Rhein.
Seit 2002 ist die Burg Sooneck Teil des UNESCO-Welterbes Oberes Mittelrheintal, außerdem ist sie ein geschütztes Kulturgut nach der Haager Konvention.

## Geschichte

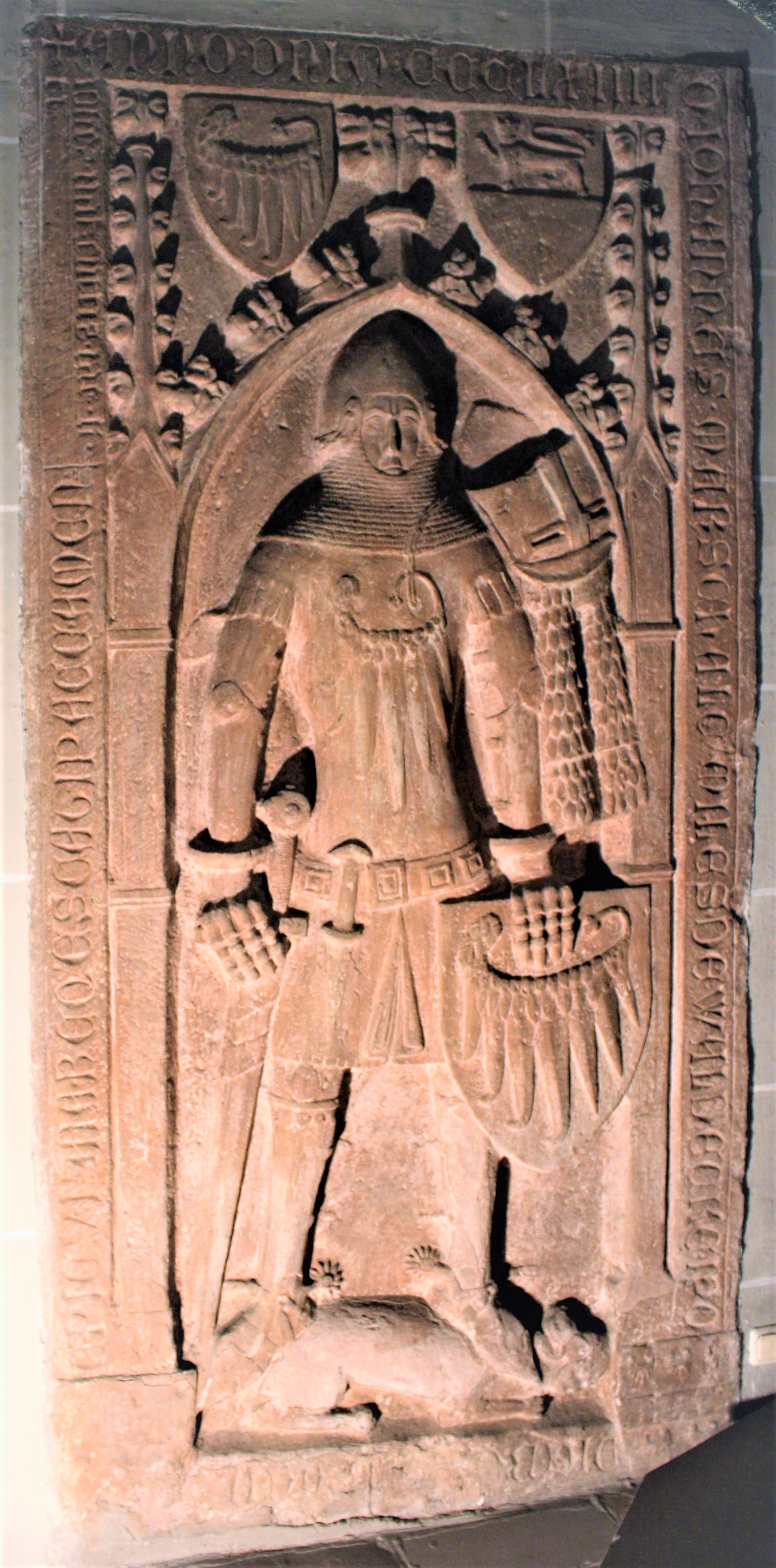
Johann III. Marschall von Waldeck auf einer Grabplatte von 1364 in der St. Martinskirche in Lorch (Rheingau).

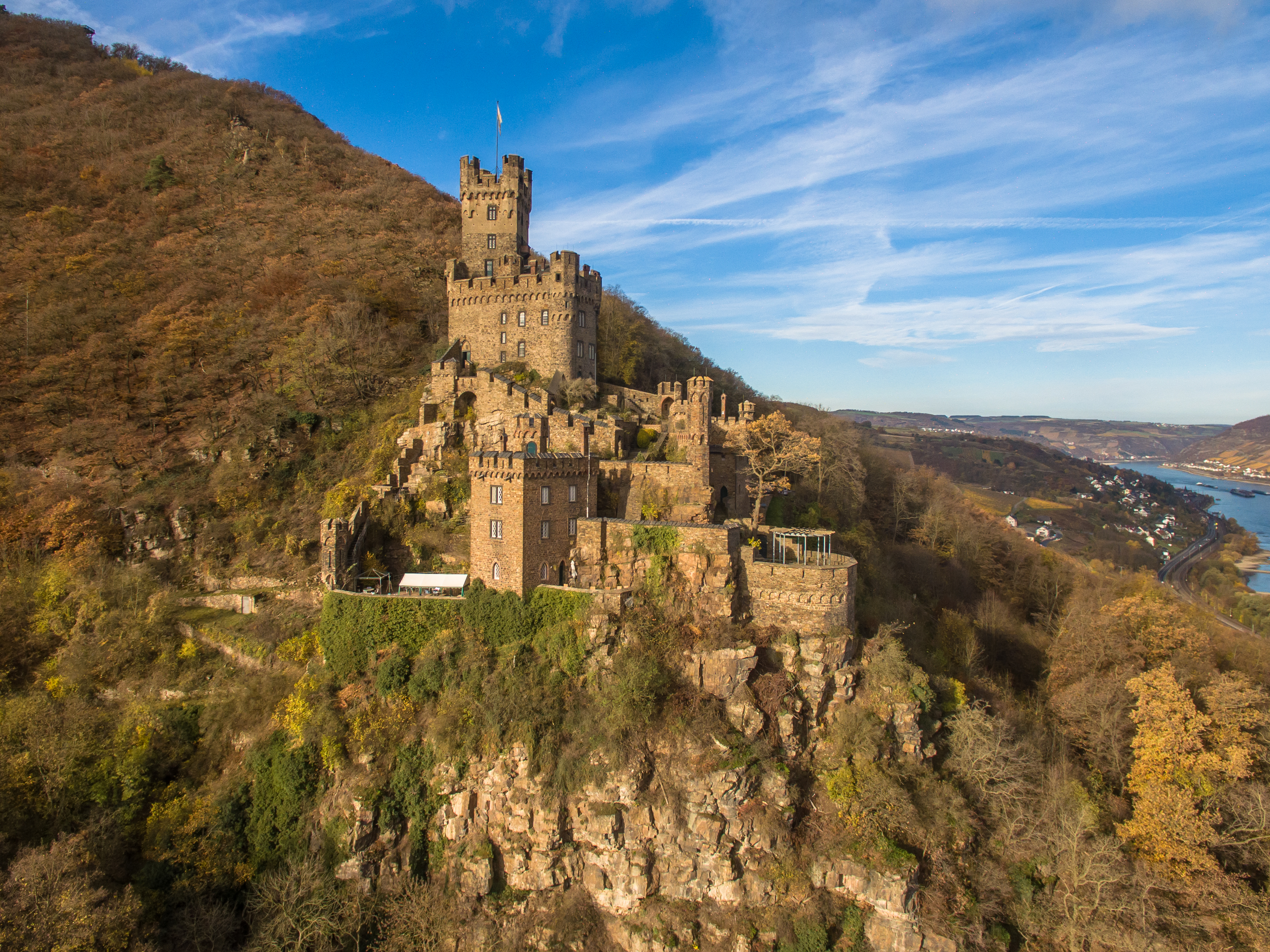
Burg Sooneck von Osten (Luftbild von 2015)

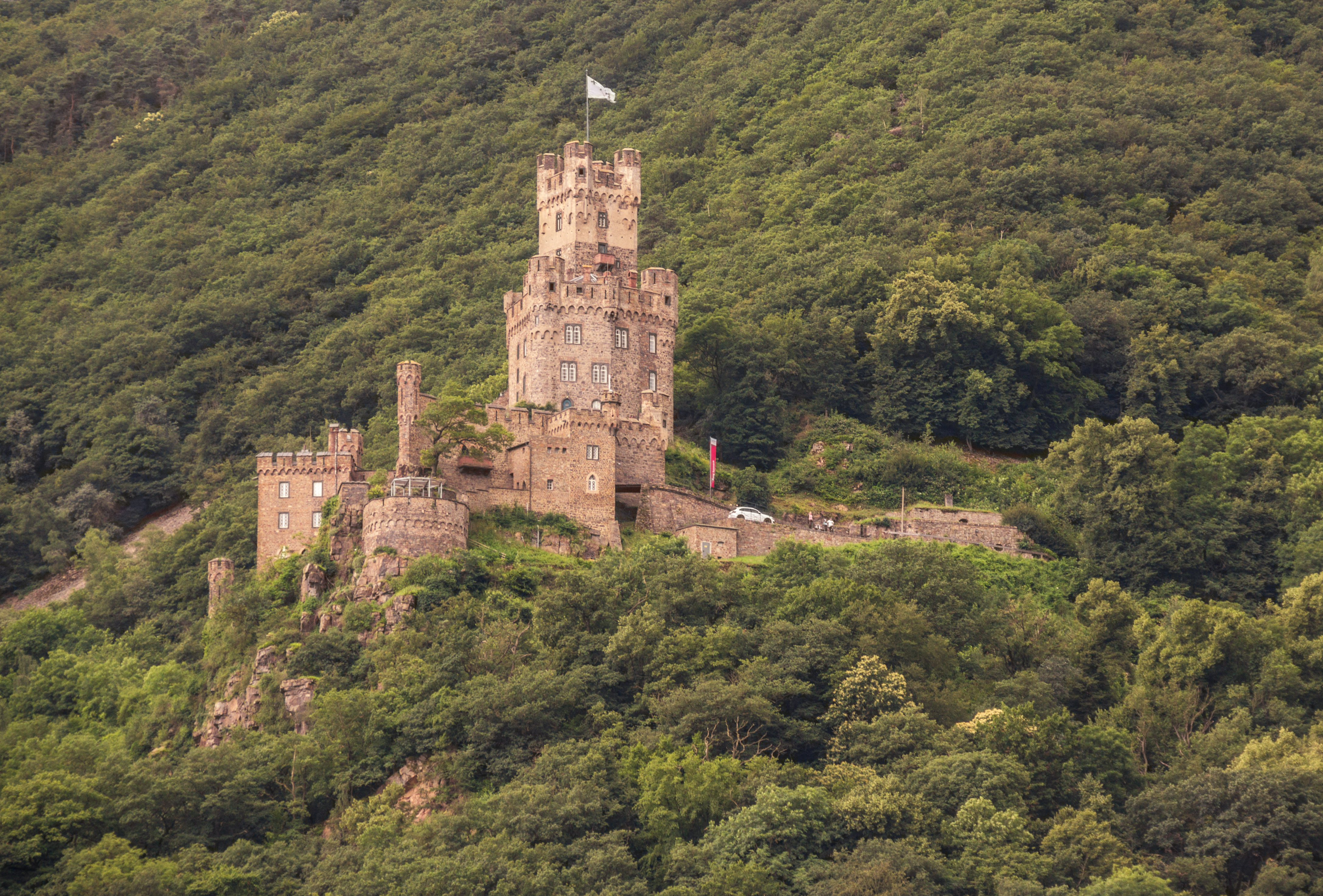
Burg Sooneck, Sicht vom rechten Rheinufer

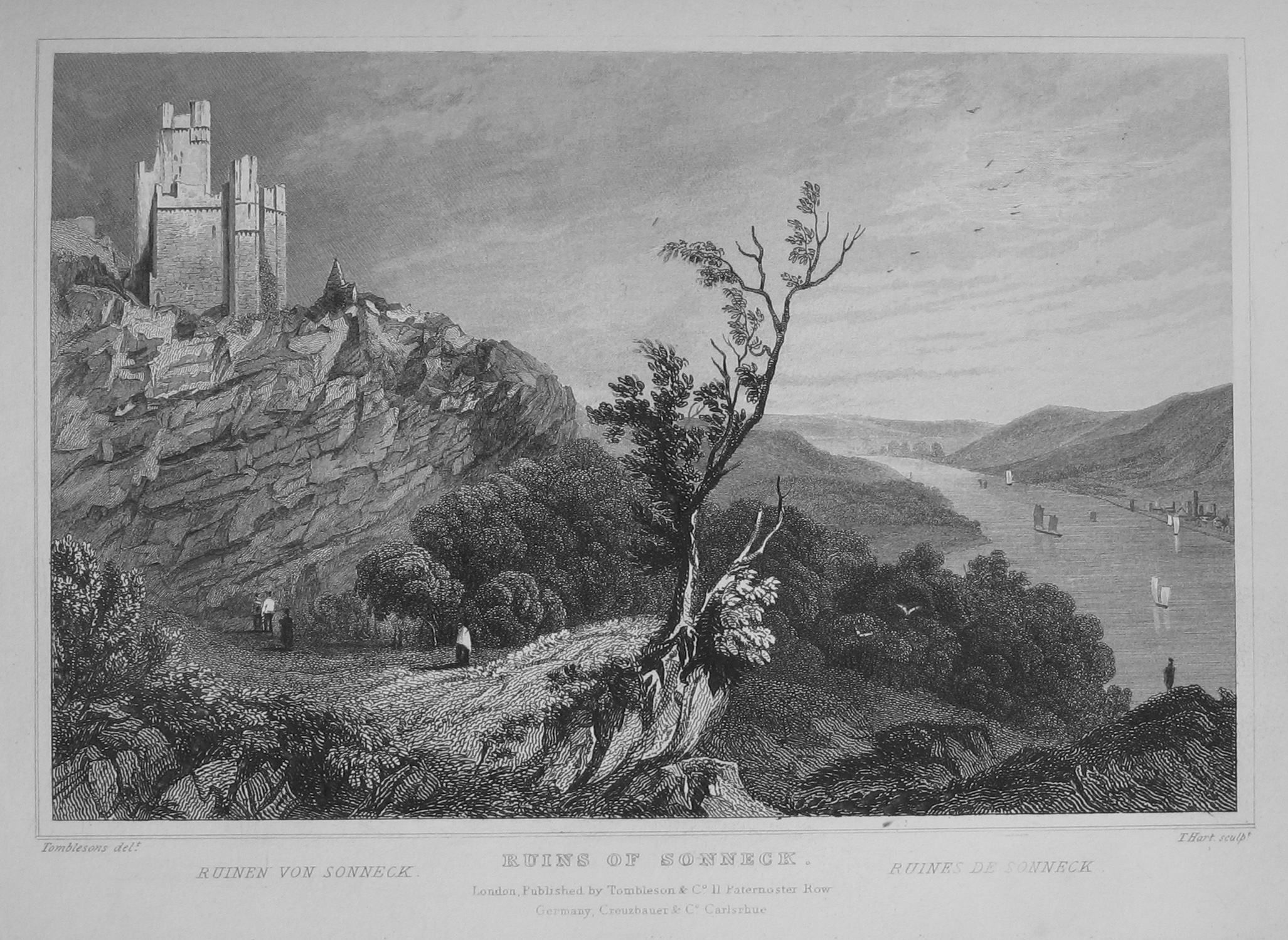
Burg Sooneck um 1832 auf einem Stich nach Tombleson

Nach neuen Untersuchungen muss die Ersterwähnung wohl auf das Jahr 1271 festgelegt werden. Ebenso wie die benachbarte Burg Reichenstein waren es die Herren von Hohenfels, die als Vögte der Reichsabtei Kornelimünster bei Aachen die Burg verwalteten.
Gesichert ist die Belagerung von 1282 durch König Rudolf von Habsburg. Seine Truppen eroberten und zerstörten die Burg, die mit einem Wiederaufbauverbot belegt wurde. Dieses bestätigte der König ausdrücklich noch einmal 1290. Das Verbot wurde erst im Jahr 1349 durch König Karl IV. wieder aufgehoben, nachdem Besitz und Vogtei an Kurmainz gefallen waren.
Im April 1346 belehnte der Mainzer Erzbischof Heinrich III. den Ritter Johann Marschall zu Waldeck mit Burg Sooneck, der die Anlage in den Folgejahren neu aufbauen ließ. Nach seinem Tod fiel sie als gemeinsames Lehen an vier seiner Erben; Sooneck wurde somit zur Ganerbenburg.
Die dort wohnhaften Familienzweige waren sich mitunter nicht sehr wohlgesinnt und stritten sich um ihre Erbteile. Mehrfach musste der Burgfrieden unter den Bewohnern der Burg Sooneck geschlossen werden.
Als 1553 mit dem Tod Philipp Melchiors das Geschlecht derer von Waldeck ausstarb, wurde die Familie von Breidbach zu Bürresheim (zuvor Mitbesitzer der Anlage) allein mit der Burg belehnt. Als auch dieser Adelsstamm erlosch, begann Sooneck zu verfallen.
Im Zuge des Pfälzischen Erbfolgekrieges wurde Sooneck – wie fast alle linksrheinischen Burgen zwischen Bingen und Koblenz – 1689 von Truppen des französischen Königs Ludwig XIV. zerstört.
1774 trat das Mainzer Domkapitel die Ruine an vier Einwohner von Trechtingshausen ab, die dort Weinberge anlegten. Später kam die Anlage in den Besitz der Gemeinde Niederheimbach.
1834 kauften der damalige preußische Kronprinz Friedrich Wilhelm IV. und seine Brüder, die Prinzen Wilhelm, Carl und Albrecht, die völlig heruntergekommene Burg Sooneck und ließen sie in den Jahren 1843 bis 1861 als Jagdschloss wieder aufbauen. Burg Sooneck wurde größtenteils unter Beibehaltung der historischen Strukturen und Hinzufügung von romantisierenden Gebäuden wieder aufgebaut. Aus dieser Zeit stammt das heute noch erhaltene, königlich preußische Wappen über dem nördlichen Burgtor (ursprünglicher Zugang auf der anderen Seite). Aufgrund von königlichen Familienstreitigkeiten und den Auswirkungen der Märzrevolution 1848 konnte die Burg nie als Jagdschloss genutzt werden. 1861 war der Wiederaufbau nach Plänen des Militärarchitekten Carl Schnitzler fertig.
Mit der Fürstenabfindung nach dem Ersten Weltkrieg ging die Burg Sooneck in Staatsbesitz über. Nach dem Zweiten Weltkrieg kam sie an das Land Rheinland-Pfalz und ab 1948 an die Staatliche Schlösserverwaltung Rheinland-Pfalz (heute: Generaldirektion Kulturelles Erbe Rheinland-Pfalz Direktion Burgen, Schlösser, Altertümer Rheinland-Pfalz). Sie kann im Rahmen von Führungen besichtigt werden.

## Ausstattung
Die Wohnräume sind überwiegend mit neugotischem und Mobiliar aus dem Biedermeier ausgestattet. Einige Gemälde aus dem Besitz der Familie Hohenzollern und seit 1991 auch die köth-wanscheidsche Familienstiftung, mit Zeichnungen und Skizzen von unter anderem Johann-Caspar Schneider, bereichern das innere Erscheinungsbild.

### Dokumente
- Bild der Ruine Sonneck in J. F. Dielmann et al.: F. C. Vogels Panorama des Rheins, Bilder des rechten und linken Rheinufers. Lithographische Anstalt F. C. Vogel, Frankfurt 1833.